# Caius Sulpicius Paterculus
Caius Sulpicius Paterculus (Kr. e. 3. század) ókori római politikus és hadvezér, az előkelő patricius Sulpicia gens tagja volt.
Az első pun háborúban, Kr. e. 258-ban viselt consulságot Aulus Atilius Calatinus kollégájaként. Mindketten Szicíliát kapták provinciájukul, hogy harcoljanak a karthágóiak ellen. Bár a források tanúsága szerint Calatinus nevéhez fűződnek a sikeres római hadműveletek, hazatérve Paterculus is triumphust tarthatott kollégájához hasonlóan.